# Rodrigo de Vivero y Aberrucia
Rodrigo de Vivero y Aberrucia (ca. 1564– ca. 1636), 1608 bis 1609 Gouverneur der spanischen Philippinen, ist bekannt für seinen Aufenthalt in Japan und seinen Bericht darüber.

## Gouverneur der Philippinen
De Vivero wurde 1608 Gouverneur der Philippinen. Bald nach seiner Ankunft gab es in Manila Gewaltausbrüche, wobei Japaner festgenommen und zurückgeschickt wurden. Zur selben Zeit forderte er von Japan, die Zahl der Schiffe zu begrenzen und erwartete von Tokugawa Ieyasu und Hidetada eine entsprechende Antwort.

## Aufenthalt in Japan
Nach Beendigung seiner Dienstzeit verließ de Vivero die Philippinen, um über Mexiko nach Spanien zurückzukehren. Dabei strandete sein Schiff bei Iwawada (岩和田) an der Küste der Provinz Kazusa, wobei er 50 Leute verlor. Er wurde zu Honda Tadatomo (本多忠朝; 1582–1615), Daimyō des Ōtaki-Han (大多喜藩) gebracht, kam dann nach Edo und wurde Shogun Tokugawa Hidetada vorgestellt. Er begab sich dann zur Burg Sumpu, wo er eine Audienz bei Tokugawa Ieyasu erhielt. Diesen bat er um drei Dinge
- Schutz der katholischen Missionare,
- Bestätigung der Zusammenarbeit mit Spanien,
- Vertreibung der Holländer.

Ieyasu bestätigte nur die ersten beiden Punkte.
De Vivero konnte 1610 Japan mit einem Schiff verlassen, das der in Japan arbeitende William Adams gebaut hatte und das ihm von Ieyasu überlassen wurde. Begleitet wurde er von einigen Japanern, darunter der Kaufmann Tanaka Shōsuke (田中勝介), der damit zum ersten namentlichen bekannten Japaner wurde, der nach Mexiko gelangte. De Vivero bemühte sich darum, einem Wunsche Ieyasus entsprechend, um eine Verstärkung des Handels zwischen Mexiko und Japan. – Nach seiner Rückkehr nach Spanien wurde Rodrigues Graf von Valle und Orizaba.
De Vivero hinterließ Aufzeichnungen zu seinem Japan-Aufenthalt unter dem Titel „Relación del Japón“.